# Ніда Сенфф
Ніда Сенфф (нід. Nida Senff, 3 квітня 1920 — 27 червня 1995) — нідерландська плавчиня.
Олімпійська чемпіонка 1936 року.